# Can Sissí
Can Sissí és una masia de Vallvidrera (Barcelona) catalogada com a bé amb elements (categoria C) i inclosa a l'Inventari del Patrimoni Arquitectònic de Catalunya.

## Història
Els seus primers estadants provenien de famílies que desenvolupaven la seva activitat per la zona. Principalment vivien de l'explotació forestal, molt rica en aquests indrets, i cultivaven els horts propers a la casa. Tenien vinyes a Sant Just Desvern i conserven els cups a la casa.
El 1906, Joan Grau va fer construir  a la mateixa finca un nou edifici com a berenador, anomenat La Teula pel nom d'una font propera, ara desapareguda.
Actualment, serveix d'habitatge per a set famílies de lloguer. El seu propietari és Josep Maria Grau Herrando.

## Descripció
Originàriament destinada a ús agrícola, va ser bastida cap al 1830 i el seu entorn és ple de vegetació i d'alguna feixa d'horta.. Salva el fort pendent de la muntanya tot situant la planta baixa a la zona més elevada, on es situa a façana principal (orientada a migdia com és habitual) i un pis que segueix les mateixes característiques. La teulada és a dues vessants cap a la façana principal i posterior, amb una tortugada ceràmica. Presenta afegitons que en desvirtuen la imatge i va ser subdividida per a encabir-hi diversos habitatges.